# Hydroporus appalachius
Hydroporus appalachius là một loài bọ cánh cứng trong họ Bọ nước. Loài này được Sherman miêu tả khoa học năm 1913.